# Tab (Ungarn)
Tab [tɔb] ist eine ungarische Stadt im gleichnamigen Kreis im Komitat Somogy. Tab erhielt 1989 den Status einer Stadt und ist der Verwaltungssitz des gleichnamigen Kreises.

## Geografische Lage
Tab liegt 46 Kilometer nordöstlich des Komitatssitzes Kaposvár und ungefähr 20 Kilometer vom südlichen Ufer des Balaton entfernt an dem Fluss Kis-Koppány. Nachbargemeinden sind Torvaj, Bábonymegyer, Tengőd, Kánya, Somogyegres, Zala und Sérsekszőlős.

## Geschichte
Im Jahr 1907 gab es in der damaligen Kleingemeinde 321 Häuser und 2469 Einwohner auf einer Fläche von 4486 Katastraljochen.

## Städtepartnerschaften
- Băile Tușnad, Rumänien[4]
- Dettenhausen, Baden-Württemberg, seit 1994[5]
- Tešedíkovo, Slowakei[4]
- Zemné, Slowakei[4]

## Sehenswürdigkeiten
- Evangelische Kirche, erbaut 1840
- Ferenc-Nagy-Galerie (Nagy Ferenc Galeria)
- Gyula-Takáts-Denkmal
- Mihály-Zichy-Büste, erschaffen 1982 von Viktor Kalló Jr.
- 1956er-Denkmal
- Reformierte Kirche
- Reiterstandbild von Szent István
- Römisch-katholische Kirche Utolsó Vacsora, erbaut 1756–1762 (Barock)
- Schloss Welsersheim (Welsersheim-kastély)
- Sgraffito Halászok, erschaffen 1959 von János Bizse
- Skulptur Rajzoló fiú, erschaffen 1960 von László Deák
- Skulpturengruppe Szent István, Szent Imre und Boldog Gizella, erschaffen 1949 von Lajos Takács
- Szent-Flórián-Statue aus dem Jahr 1818
- Weltkriegsdenkmal

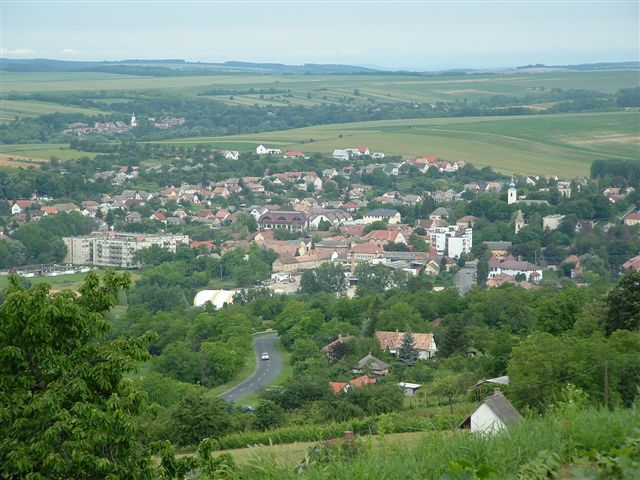
Blick auf Tab
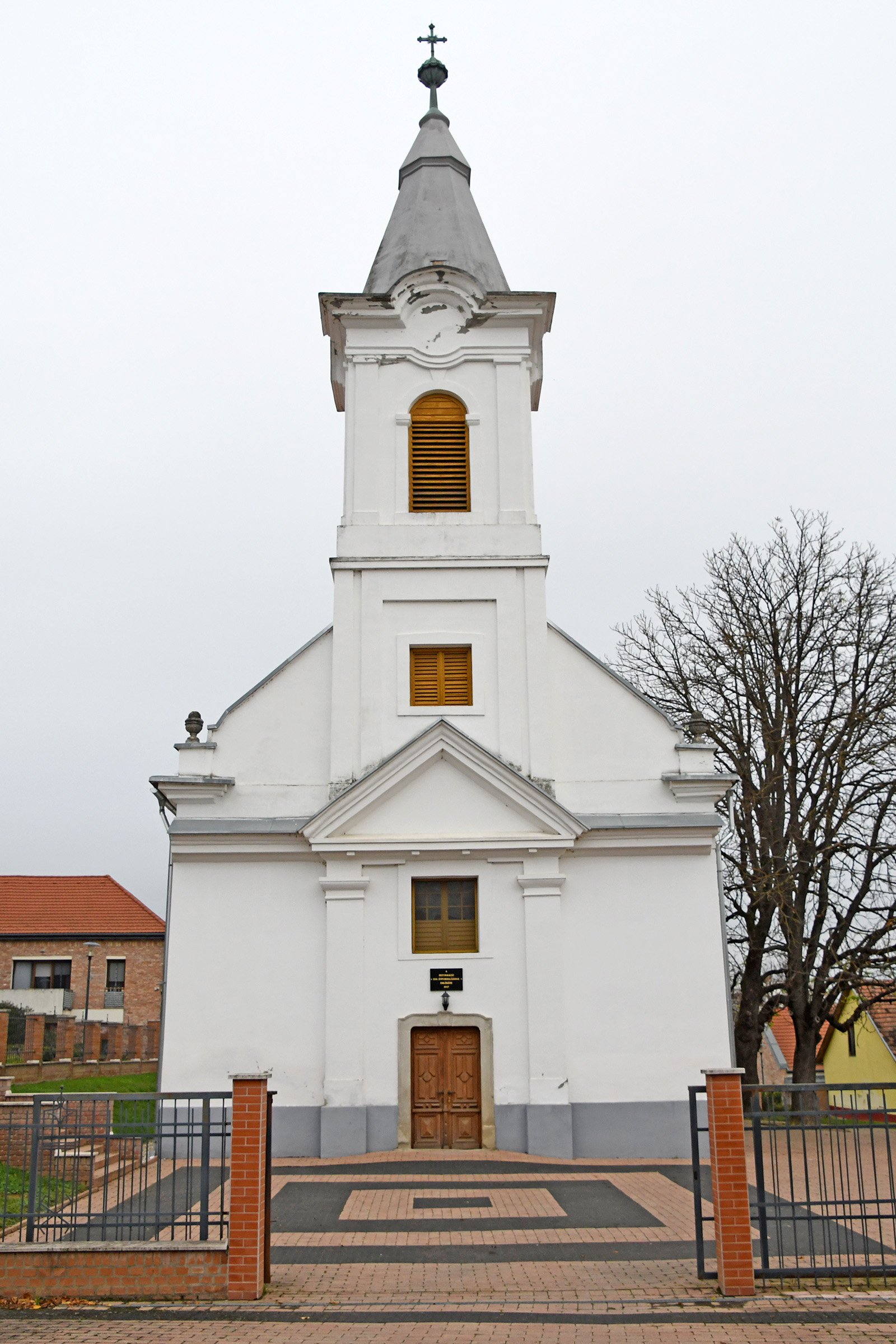
Evangelische Kirche
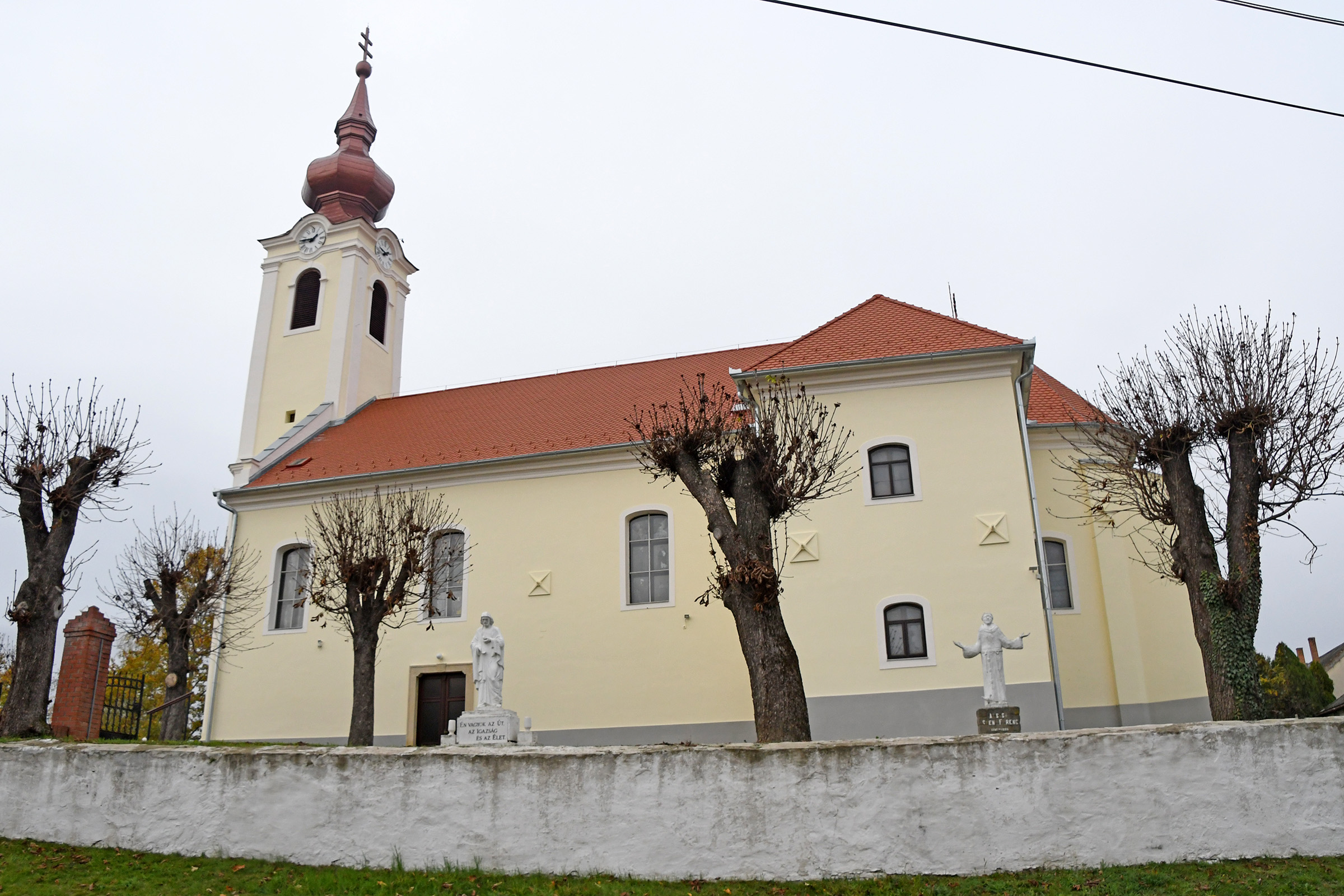
Römisch-katholische Kirche Utolsó Vacsora
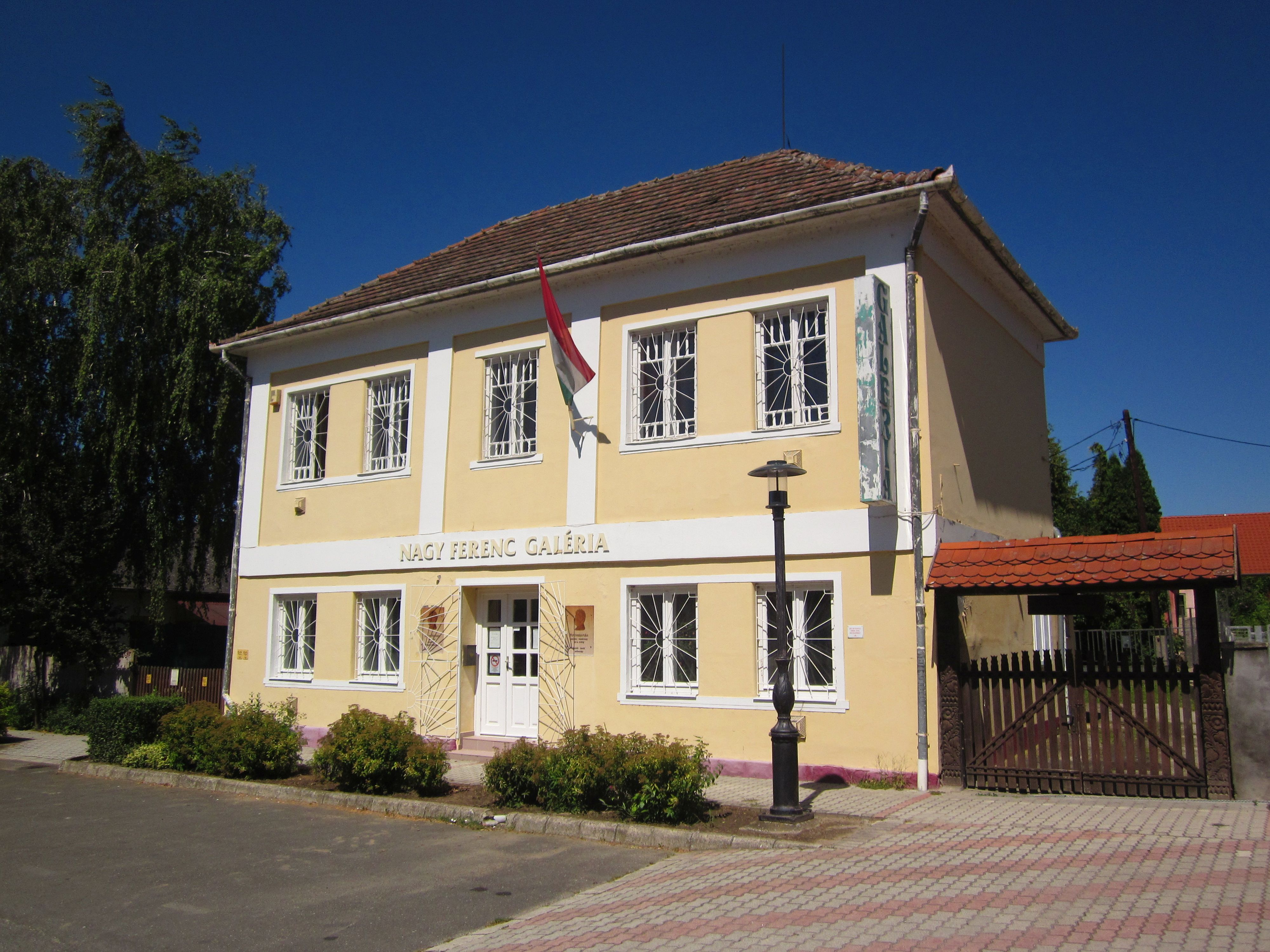
Ferenc-Nagy-Galerie

## Wirtschaft und Verkehr
Der Elektronikkonzern Flextronics betreibt hier eine Produktionsstätte. In Tab treffen die Landstraßen Nr. 6501, Nr. 6509 und Nr. 6511 aufeinander. Es bestehen Zugverbindungen nach Kaposvár und Siófok sowie Busverbindungen in alle umliegenden Gemeinden sowie in die Städte Balatonföldvár, Zamárdi und Siófok, die am Balaton liegen.